# Leichtathletik-Weltmeisterschaften 2023/Siebenkampf der Frauen

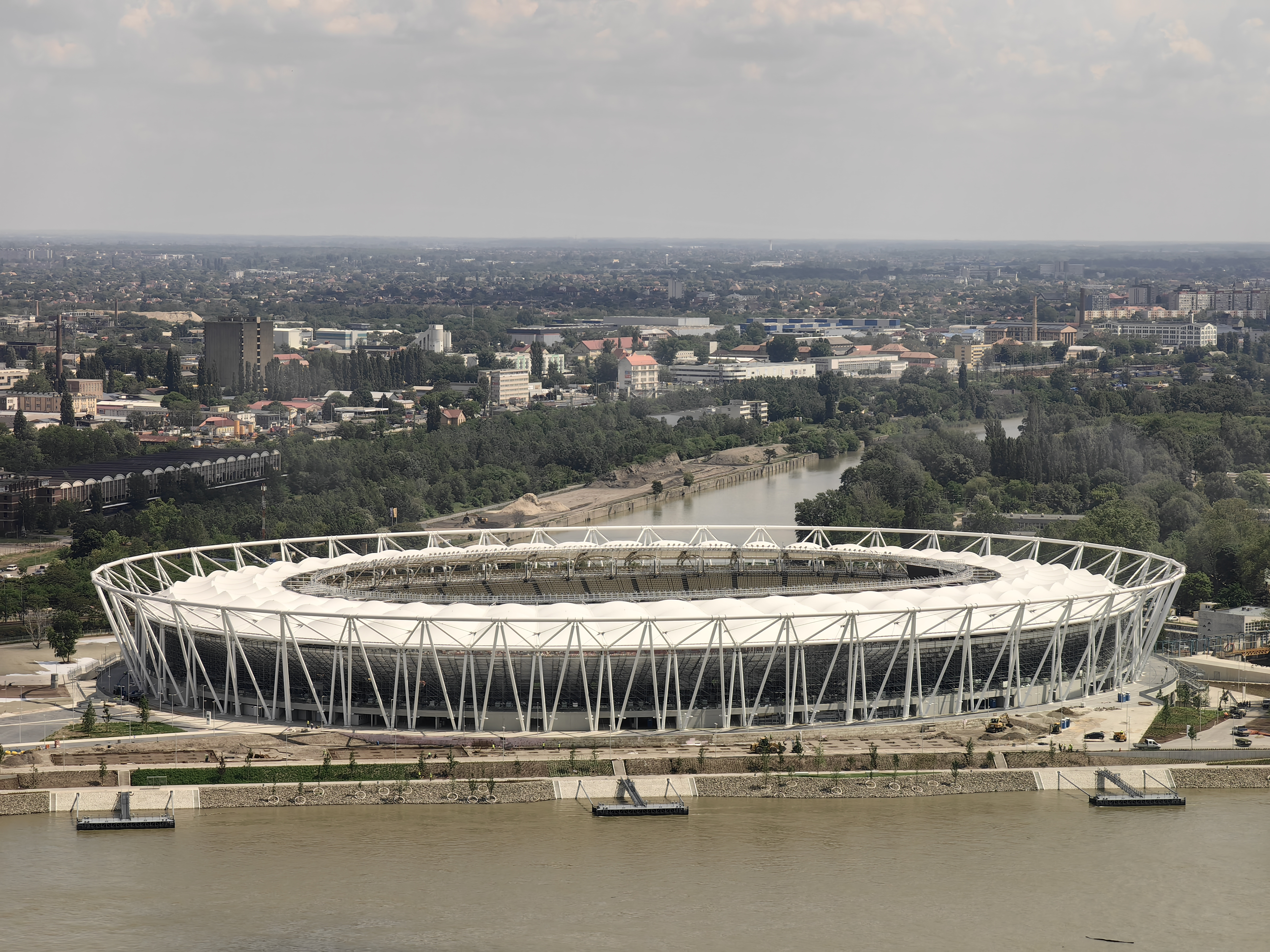
Nemzeti Atlétikai Központ im Mai 2023

Der Siebenkampf der Frauen bei den Leichtathletik-Weltmeisterschaften 2023 fand am 19. und 20. August 2023 im Stadion Nemzeti Atlétikai Központ der ungarischen Hauptstadt Budapest statt.
23 Athletinnen aus 14 Ländern nahmen an dem Wettbewerb teil.
Es gewann die britische Weltmeisterin von 2019 Katarina Johnson-Thompson. Silber ging an die US-amerikanische WM-Dritte von 2022 Anna Hall. Bronze errang die Niederländerin Anouk Vetter, die 2021 Olympiazweite war, 2017 WM-Bronze und 2022 WM-Silber gewonnen hatte.

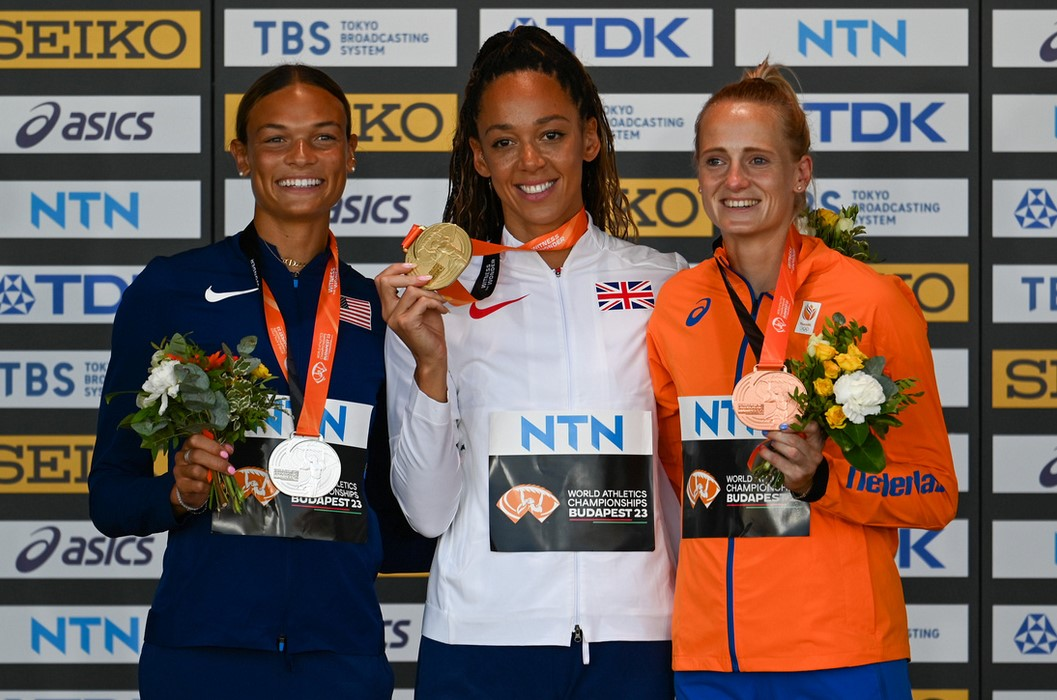
Die Medaillengewinnerinnen (v. l. n. r.): Anna Hall, Katarina Johnson-Thompson, Anouk Vetter

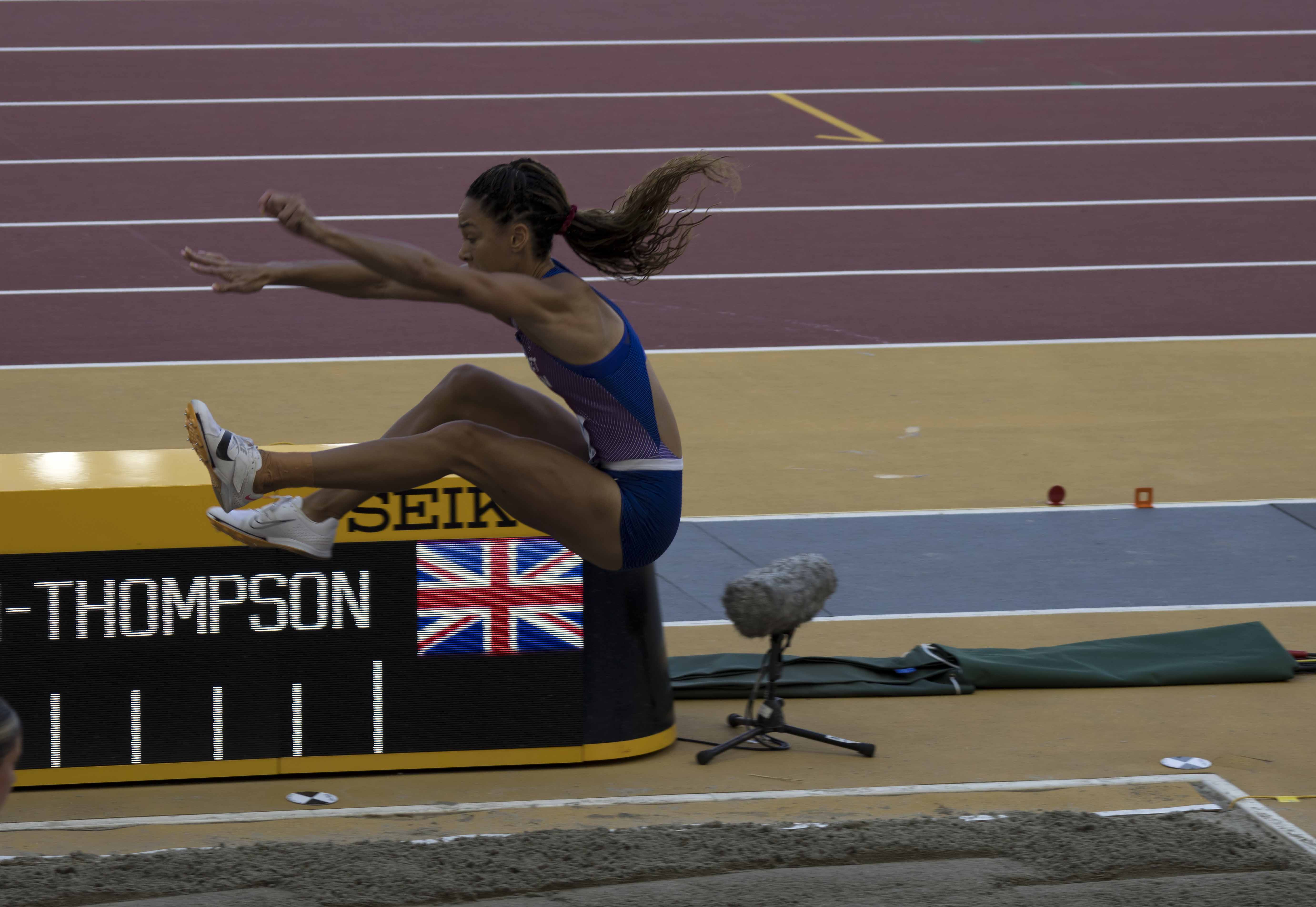
Weltmeisterin Katarina Johnson-Thompson beim Weitsprung

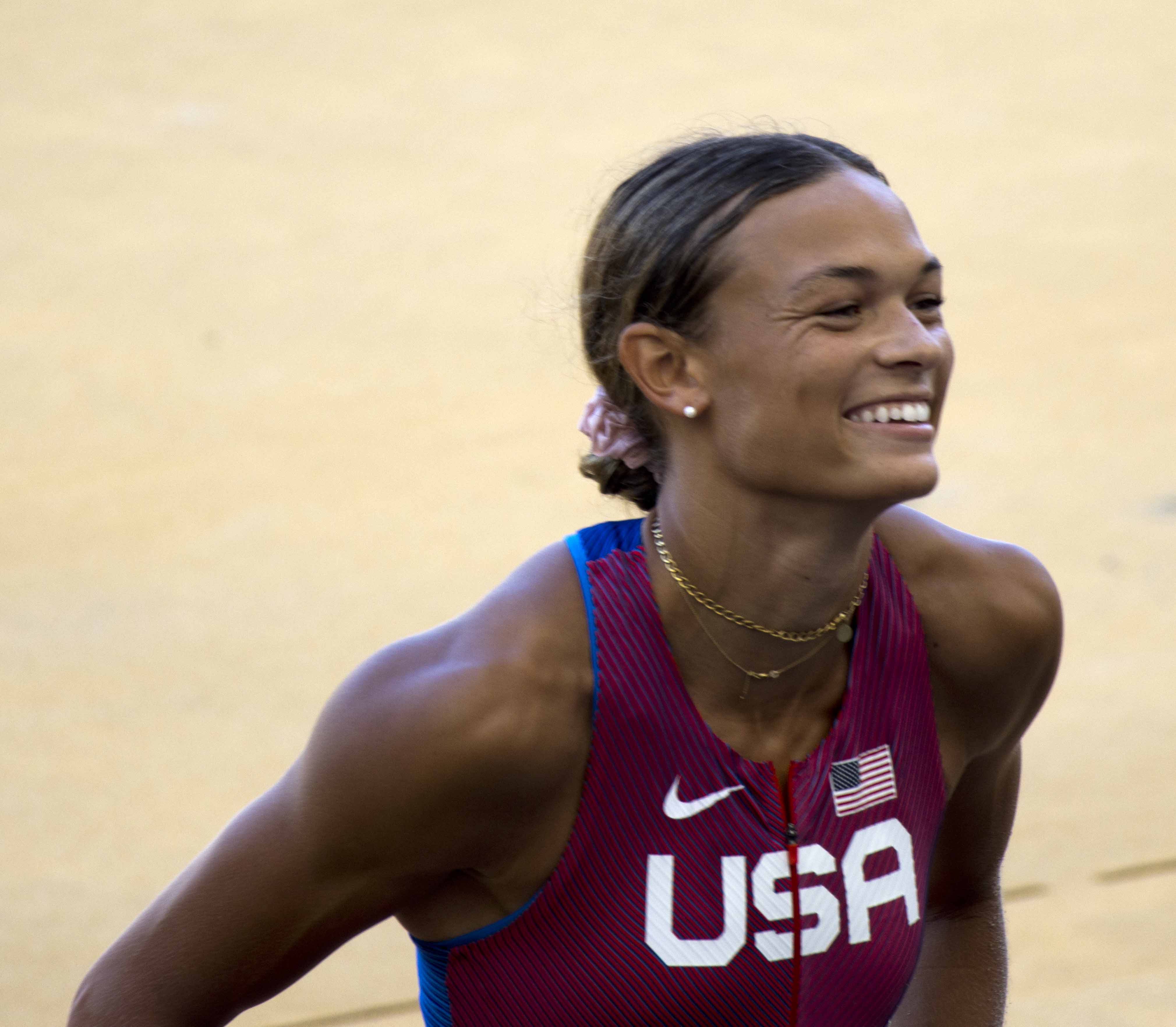
Vizeweltmeisterin Anna Hall

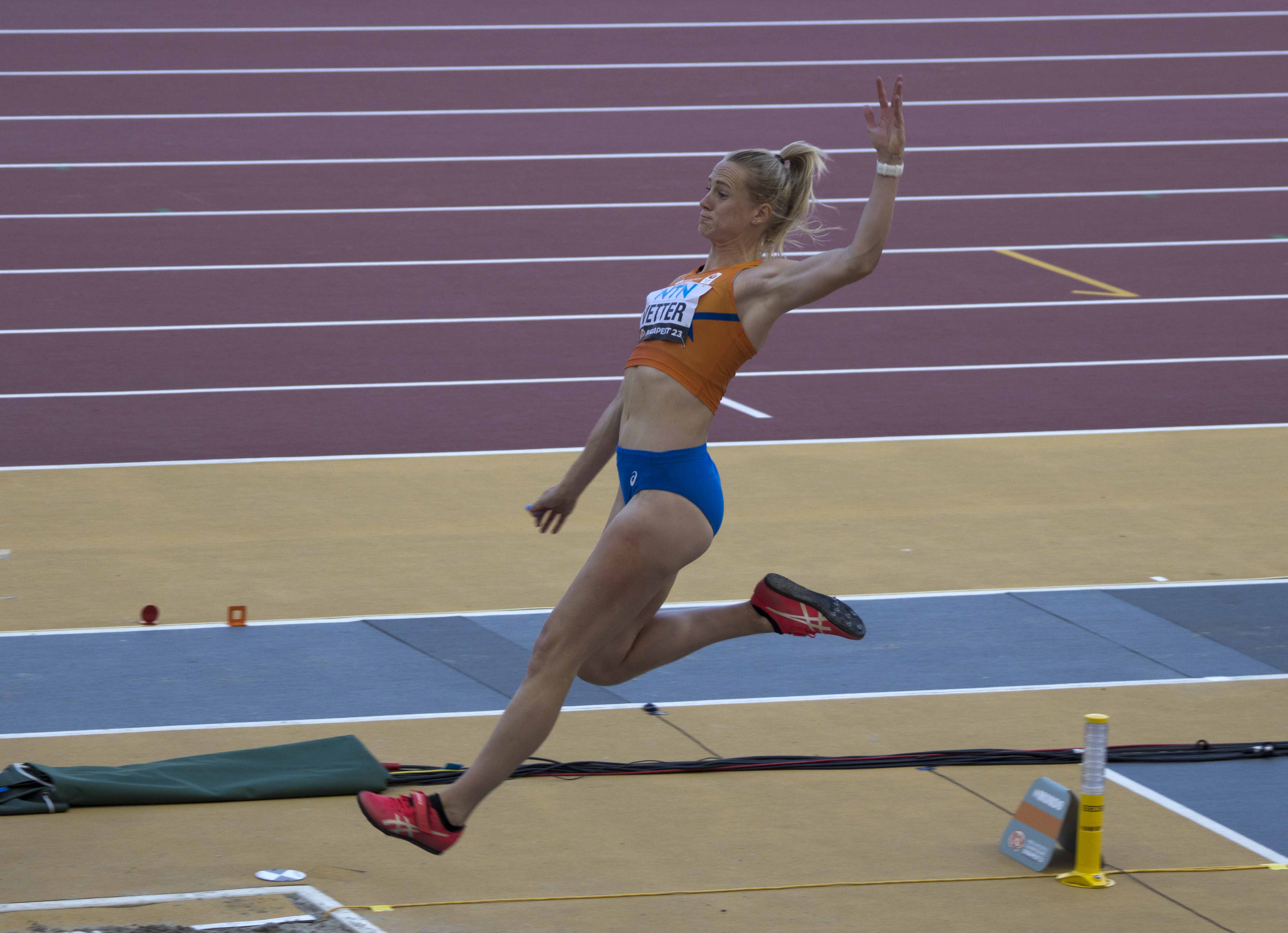
Bronzemedaillengewinnerin Anouk Vetter

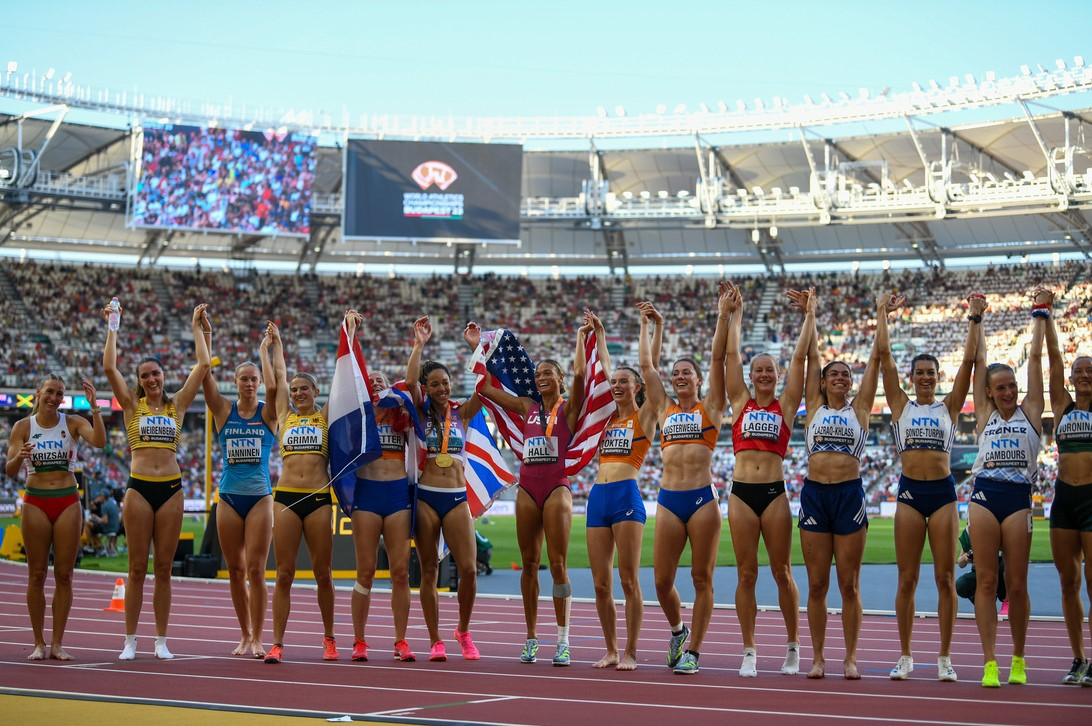
Die Siebenkämpferinnen am Ende ihres Wettkampfs

## Rekorde

### Bestehende Rekorde
| Weltrekord | 7291 Punkte | Jackie Joyner-Kersee | OS Seoul, Südkorea | 23./24. September 1988         |
| WM-Rekord  | 7128 Punkte | Jackie Joyner-Kersee | WM Rom, Italien    | 31. August / 1. September 1987 |

Der bestehende Championshiprekord (CR) wurde bei diesen Weltmeisterschaften nicht erreicht. Die Siegesleistung der britischen Weltmeisterin Katarina Johnson-Thompson lag mit 6740 Punkten um 388 Punkte unter dem Rekord. Zum Weltrekord fehlten 551 Punkte.

## Durchführung
Die sieben Disziplinen des Siebenkampfs fanden auf zwei Tage verteilt statt, hier der Zeitplan:
| Tag 1: 19. August    | Tag 1: 19. August | Tag 2: 20. August | Tag 2: 20. August                     |
| -------------------- | ----------------- | ----------------- | ------------------------------------- |
| 100-Meter-Hürdenlauf | 11:32 Uhr         | Weitsprung        | 09:50 Uhr                             |
| Hochsprung           | 12:47 Uhr         | Speerwurf         | 12:00 Uhr Gruppe A 13:05 Uhr Gruppe B |
| Kugelstoßen          | 19:05 Uhr         | 800-Meter-Lauf    | 18:00 Uhr                             |
| 200-Meter-Lauf       | 20:31 Uhr         |                   |                                       |

Gewertet wurde nach Punktetabelle von 1985.

## Legende
Kurze Übersicht zur Bedeutung der Symbolik – so üblicherweise auch in sonstigen Veröffentlichungen verwendet:
- DNS: nicht am Start (did not start)
- DNF: Wettkampf nicht beendet (did not finish)
- NM: nicht in der Wertung (no measure)

## Ergebnis
19./20. August 2023
| Platz | Name                      | Nation         | Punkte | 100 m Hürden   | Hoch- sprung  | Kugel- stoßen | 200 m          | Stand n. Tag 1 (P) | Weit- sprung  | Speer- wurf    | 800 m              |
| 1     | Katarina Johnson-Thompson | Großbritannien | 6740   | 13,50 s 1050 P | 1,86 m 1054 P | 13,64 m 770 P | 23,48 s 1031 P | 3905               | 6,54 m 1020 P | 46,14 m 785 P  | 2:05,63 min 1030 P |
| 2     | Anna Hall                 | USA            | 6720   | 12,97 s 1129 P | 1,83 m 1016 P | 14,54 m 830 P | 23,56 s 1023 P | 3998               | 6,19 m 908 P  | 44,88 m 761 P  | 2:04,09 min 1053 P |
| 3     | Anouk Vetter              | Niederlande    | 6501   | 13,42 s 1062 P | 1,71 m 867 P  | 15,72 m 909 P | 24,28 s 954 P  | 3792               | 5,99 m 846 P  | 59,57 m 1046 P | 2:20,49 min 817 P  |
| 4     | Xénia Krizsán             | Ungarn         | 6479   | 13,48 s 1053 P | 1,77 m 941 P  | 14,18 m 806 P | 25,16 s 872 P  | 3672               | 6,30 m 943 P  | 51,23 m 884 P  | 2:08,93 min 980 P  |
| 5     | Emma Oosterwegel          | Niederlande    | 6464   | 13,38 s 1068 P | 1,71 m 867 P  | 14,16 m 805 P | 24,58 s 926 P  | 3666               | 6,19 m 908 P  | 54,88 m 955 P  | 2:12,06 min 935 P  |
| 6     | Noor Vidts                | Belgien        | 6450   | 13,33 s 1075 P | 1,80 m 978 P  | 14,40 m 821 P | 24,23 s 959 P  | 3833               | 6,35 m 959 P  | 41,00 m 686 P  | 2:09,48 min 972 P  |
| 7     | Sophie Weißenberg         | Deutschland    | 6438   | 13,58 s 1039 P | 1,86 m 1054 P | 13,97 m 792 P | 23,88 s 992 P  | 3877               | 6,10 m 880 P  | 48,51 m 831 P  | 2:18,03 min 850 P  |
| 8     | Chari Hawkins             | USA            | 6366   | 13,04 s 1118 P | 1,83 m 1016 P | 14,40 m 821 P | 24,38 s 945 P  | 3900               | 6,16 m 899 P  | 45,77 m 778 P  | 2:22,53 min 789 P  |
| 9     | Saga Vanninen             | Finnland       | 6289   | 13,62 s 1033 P | 1,80 m 978 P  | 14,78 m 846 P | 24,71 s 914 P  | 3771               | 6,06 m 868 P  | 48,32 m 828 P  | 2:20,13 min 822 P  |
| 10    | Rita Nemes                | Ungarn         | 6232   | 13,63 s 1031 P | 1,77 m 941 P  | 12,97 m 725 P | 25,04 s 883 P  | 3580               | 6,29 m 940 P  | 44,68 m 757 P  | 2:10,65 min 955 P  |
| 11    | Sofie Dokter              | Niederlande    | 6192   | 13,82 s 1004 P | 1,80 m 978 P  | 13,16 m 738 P | 23,89 s 991 P  | 3711               | 6,09 m 877 P  | 44,46753 m P   | 2:17,98 min 851 P  |
| 12    | Auriana Lazraq-Khlass     | Frankreich     | 6179   | 13,62 s 1033 P | 1,77 m 941 P  | 13,48 m 759 P | 24,02 s 979 P  | 3712               | 6,01 m 853 P  | 42,29 m 711 P  | 2:14,25 min 903 P  |
| 13    | Kate O’Connor             | Irland         | 6145   | 13,57 s 1040 P | 1,80 m 978 P  | 13,47 m 759 P | 24,78 s 907 P  | 3684               | 5,74 m 771 P  | 46,07 m 784 P  | 2:14,06 min 906 P  |
| 14    | Vanessa Grimm             | Deutschland    | 6088   | 14,00 s 978 P  | 1,74 m 903 P  | 14,43 m 823 P | 24,91 s 895 P  | 3599               | 6,10 m 880 P  | 42,08 m 707 P  | 2:14,36 min 902 P  |
| 15    | Léonie Cambours           | Frankreich     | 5939   | 13,56 s 1041 P | 1,74 m 903 P  | 13,39 m 753 P | 25,03 s 884 P  | 3581               | 6,09 m 877 P  | 39,07 m 649 P  | 2:19,34 min 832 P  |
| 16    | Yekaterina Voronina       | Usbekistan     | 5922   | 14,77 s 872 P  | 1,77 m 941 P  | 13,15 m 737 P | 25,48 s 843 P  | 3393               | 5,71 m 762 P  | 50,02 m 861 P  | 2:14,03 min 906 P  |
| 17    | Sarah Lagger              | Österreich     | 5910   | 14,21 s 949 P  | 1,77 m 941 P  | 13,78 m 779 P | 25,86 s 809 P  | 3478               | 5,85 m 804 P  | 43,79 m 740 P  | 2:15,32 min 888 P  |
| 18    | Esther Condé-Turpin       | Frankreich     | 5256   | 13,24 s 1089 P | 1,77 m 941 P  | 12,79 m 713 P | 25,04 s 883 P  | 3626               | NM 000 P      | 40,81 m 683 P  | 2:11,23 min 947 P  |
| DNF   | Martha Araújo             | Kolumbien      | 4937   | 13,65 s 1028 P | 1,65 m 795 P  | 12,71 m 708 P | 25,67 s 826 P  | 3357               | 5,90 m 819 P  | 44,87 m 781 P  | DNS                |
| DNF   | Paulina Ligarska          | Polen          | 4852   | 14,31 s 935 P  | 1,71 m 867 P  | 13,71 m 775 P | 25,41 s 850 P  | 3427               | 5,66 m 747 P  | 40,57 m 678 P  | DNS                |
| DNF   | Taliyah Brooks            | USA            | 3888   | 12,78 s 1158 P | 1,80 m 978 P  | 13,45 m 757 P | 23,85 s 995 P  | 3888               | NM 000 P      | DNS            |                    |
| DNF   | Carolin Schäfer           | Deutschland    | 2770   | 13,60 s 1036 P | 1,77 m 941 P  | 13,98 m 793 P | DNS            | 2770               |               |                |                    |
| DNF   | Annik Kälin               | Schweiz        | 1938   | 13,36 s 1071 P | 1,71 m 867 P  | DNS           |                | 1938               |               |                |                    |

## Videolinks
- The Incredible Moment That Johnson-Thompson Became Double Heptathlon World Champion! | Eurosport, youtube.com, abgerufen am 25. September 2023
- Johnson-Thompson wins another heptathlon | World Athletics Championships Budapest 23, youtube.com, abgerufen am 25. September 2023
- Anna Hall on her Silver Medal in the Women's Heptathlon, youtube.com, abgerufen am 25. September 2023